# Fred Figglehorn
Fred Figglehorn er en fiktiv karakter skabt og portrætteret af den amerikanske skuespiller Lucas Cruikshank. Cruikshank, en teenager fra Columbus, Nebraska, skabte figuren på webstedet YouTube. Videoerne er centreret om Fred Figglehorn, en fiktiv 9-årig dreng. 